# Желтогорлая белка
Желтогорлая белка (лат. Sciurus gilvigularis, «белка желтогорлая») — вид грызунов рода Белки. Содержит два подвида.

## Ареал
Эндемик Южной Америки. Населяет страны: северная Бразилия, Гайана, Венесуэла.

## Биологическое описание
Средние измерения для 5 венесуэльских образцов: голова и тело длиной 166 мм, хвост длиной 173 мм, задняя стопа длиной 43 мм. Окраска очень похожа на окраску гвианской белки, только немного бледнее. Спина с сединой, красновато-бурая, брюхо красновато-оранжевое. Хвост с лёгкой полосатостью.

## Подвиды
Выделяют следующие подвиды:
- S. g. gilvigularis
- S. g. paraensis